# Pionir 11
Pionir 11 (engl. Pioneer 11) je naziv misije i svemirske letelice poslate u svemir 5. aprila 1973. To je bila druga misija u programu Pionir (nakon sestrinske istraživačke sonde Pionir 10) kojom se istraživala planeta Jupiter i spoljašnji Sunčev sistem i prva koja je istražila Saturn i njegove glavne prstenove. Misija Pionir 11 završila se 20. septembra 1995, kada je primljen poslednji signal s letelice, s kojom od tada više nije bilo komunikacija. Letelica se zaputila u pravcu sazvežđa Orla, severozapadno od sazvežđa Strelca. Pionir 11 proći će kraj jedne od zvezda u ovom sazvežđu za oko četiri miliona godina.

## Spoljašnje veze
- Архивирано на веб-сајту  (15. август 2011), članak o Pioniru 10 na sajtu svemirske agencije NASA. (језик: енглески)